# Emilio Sagi
Emilio Sagi Álvarez-Rayón (Oviedo; 1948) es un director de escena español.

## Biografía
Nació en el seno de una familia con una profunda tradición musical. Nieto de  Emilio Sagi Barba y sobrino de Luis Sagi Vela, ambos barítonos de reconocido prestigio. Emilio Sagi, hijo de Enrique Sagi Liñán, y de Berta Álvarez-Rayón, es el último miembro de una familia que ha marcado de alguna manera nuestra historia no solo de la zarzuela sino también de la ópera. 
Doctor en Filología Inglesa por la Universidad de Oviedo en 1979, fue profesor adjunto interino de Literatura Inglesa y Norteamericana en la Facultad de Filosofía y Letras. En este período realizó diversas publicaciones en dicha universidad e impartió cursos monográficos sobre Literatura Inglesa y Norteamericana e Historia de la Música. Durante sus años de estudiante también formó parte del Coro y del Laboratorio de Danza Universitario. Tras doctorarse, se trasladó a la Universidad de Londres para realizar estudios de Musicología.
En 1980 inició en el teatro Campoamor de Oviedo su carrera como director de escena con La Traviata, de Verdi; en 1982 debutó en Madrid en el teatro de la Zarzuela con Don Pasquale, de Donizetti, a la que han seguido un buen número de producciones de ópera y zarzuela; en 1985 pasó a formar parte del equipo directivo del Teatro de la Zarzuela, y en 1990 fue nombrado director artístico y sobreintendente de dicho teatro, cargo que ostentó hasta 1999. Su versión de la Zarzuela La del manojo de rosas fue considerada una gran renovación del género.
Heredero de la gran historia que han escrito los Sagi en la historia de la zarzuela, Emilio Sagi se ha visto comprometido de manera natural y moral con nuestro teatro lírico. Sus acciones en la revitalización del género han sido fundamentales y están teniendo consecuencias en la vida actual de la zarzuela. Su experiencia escénica abarca desde la zarzuela barroca hasta la ópera contemporánea, que ha dirigido en algunos de los más prestigiosos teatros y festivales, tanto españoles como extranjeros.
En noviembre de 2001 comenzó su andadura como director artístico del Teatro Real de Madrid que duró hasta su sustitución en agosto de 2005. Sagi ha sido igualmente director del Teatro Arriaga de Bilbao desde enero de 2008 hasta diciembre del año 2016.
El entonces director artístico del teatro Real fue el encargado de leer el pregón inaugural de las fiestas ovetenses de San Mateo del año 2004. Emilio Sagi mantiene una intensa vinculación con la ciudad de Oviedo, donde tiene casa y donde residen parte de su familia y sus amigos de infancia y juventud. Desde que en 1980 debutó como director de escena en la temporada de ópera del teatro Campoamor, raro ha sido el año en que no presentó alguna de sus producciones en la capital asturiana.
Como muestra de reconocimiento de los grandes méritos contraídos por este ilustre ovetense y la evidente vinculación con su ciudad natal, la Junta de Gobierno Local del Ayuntamiento de Oviedo, en sesión celebrada el 3 de octubre de 2005, aprobó designar con el nombre de «Emilio Sagi» a una calle del municipio.

## Premios
- En marzo de 2001 fue nombrado miembro del Consejo de las Artes y las Ciencias del Principado de Asturias.
- En junio del 2006 recibe el premio Lírico Teatro Campoamor a la mejor dirección de escena por su producción de “El Barbero de Sevilla” realizada en enero de 2005 en el Teatro Real.
- En mayo de 2010 fue galardonado con el premio al mejor artista español de la prestigiosa revista lírica “Ópera Actual”.
- También ha recibido el premio de la crítica musical de Argentina al mejor espectáculo del año 2012 por la puesta en escena de “I Due Figaro” en el Teatro Colón de Buenos Aires.
- El diciembre de 2020 el Gobierno le concede la Medalla de Oro al Mérito en las Bellas Artes.[1]

## Obra
Tras ser nombrado Director artístico del Teatro Arriaga de Bilbao, estrenó Die Feen (Las Hadas) de R. Wagner en el Teatro Châtelet De Paris, Samson Et Dalila De C. Saint-Saëns en el Teatro Amazonas De Manaos y The Sound Of Music también en el Teatro Châtelet De Paris.
Sus montajes en la última década han sido:

### Temporada 2010-2011
- L´Incoronozione de Poppea, de Monteverdi. Nueva producción del Teatro Campoamor de Oviedo, el Teatro Arriaga de Bilbao, Teatro Villamarta de Jerez de la Frontera, Teatro Nacional de Croacia y Teatr Wielki (Poznań).
- L´Italiana in Algeri, de Rossini. Ópera de Lausanne y Asociación Bilbaína de Amigos de la Ópera. Palacio Euskalduna.
- Le nozze di Figaro. Teatro Baluarte de Pamplona y Teatro Real de Madrid.
- Carmen, de Bizet. Ópera Real de Valonia. Estrenada en el Teatro Real de Madrid en 1998, en coproducción con la Ópera de Los Ángeles y New Israel Opera de Tel-Aviv.
- Il barbiere di Siviglia, de Rossini. Teatro del Châtelet, París.
- Lucía de Lammermoor, de Donizetti. Auditorio Víctor Villegas de Murcia y Asociación Bilbaína de Amigos de la Ópera. Palacio Euskalduna.
- Iphigenie en Tauride, de Piccini. Ópera Nacional de Washington.
- I due Figaro, de Mercadante.  Nueva producción del Festival de Salzburgo, el Festival de Rávena y el Teatro Real de Madrid.
- La del manojo de rosas, de Sorozábal. Teatro Campoamor de Oviedo, Teatro Arriaga de Bilbao.

### Temporada 2011-2012
- L´Italiana in Algeri, de Rossini. Teatro Campoamor de Oviedo.
- The Sound of Music, musical. Teatro del Châtelet. París.
- Linda di Chamounix, de Donizetti. Nueva producción del Gran Teatro del Liceo de Barcelona en coproducción con el Teatro de la Ópera de Roma.
- Luisa Fernanda, de Moreno Torroba. Gran Ópera de Florida y Teatro Municipal de Santiago de Chile.
- L´Incoronozione de Poppea, de Monteverdi. Teatro Villamarta de Jerez de la Frontera y Teatro Calderón de Valladolid.
- I due Figaro, de Mercadante. Teatro Real de Madrid.
- El Gato con Botas, de Montsalvatge. Gran Teatro del Liceo.
- La corte de Faraón, de Lleó. Nueva producción del Teatro Arriaga de Bilbao en coproducción con el Teatro Campoamor de Oviedo.
- Carmen, de Bizet. Nueva producción del Teatro Municipal de Santiago de Chile, Teatro Colón de Buenos Aires, Teatro de la Ópera de Roma.

Un proyecto fallido hasta el momento ha sido el montaje de un proyecto pionero en España, un musical para La Regenta, de Clarín, con música original de Sigfrido Cecchini cuyo estreno estaba previsto para julio de 2012 en el Teatro Campoamor.

### Temporada 2012-2013
- I due Figaro, de Mercadante. Teatro Colón de Buenos Aires.
- El dúo de La africana, de Fernández Caballero. Palacio de las Artes Reina Sofía de Valencia.
- Lucía de Lammermoor, de Donizetti. Teatro Campoamor de Oviedo.
- El juramento, de Gaztambide. Teatro de la Zarzuela. Madrid.
- La Fille du Regiment, de Donizetti. Ópera de San Diego, California.
- L´Italiana in Algeri, de Rossini. Ópera Real de Valonia. Lieja.
- La corte de Faraón, de Lleó. Teatro Campoamor de Oviedo.
- Carmen, de Bizet. Teatro Colón de Buenos Aires.
- Il mondo della luna, de Haydn. Nueva producción del Teatro Arriaga de Bilbao en coproducción con la Ópera de Montecarlo.
- La bohème, de Puccini. Asociación Bilbaína de Amigos de la Ópera. ABAO. Palacio Euskalduna.

### Temporada 2013-2014
- Il barbiere di Siviglia, de Rossini. Teatro Real. Madrid.
- La Fille Du Regiment, de Donizetti. Opera de Seattle.
- Rigoletto, de Verdi. ABAO Asociación Bilbaína de Amigos de la Ópera. Bilbao.
- Il barbiere di Siviglia, de Rossini. Nueva producción de la Opera de San Francisco.
- La del manojo de rosas, de Pablo Sorozábal. Teatro de la Zarzuela. Madrid.
- Il viaggio a Reims, de Rossini. Teatro Nacional de São Carlos de Lisboa. Estrenada desde hace 15 años anualmente en el Rossini Opera Festival de Pésaro (Italia).
- El dúo de La africana, de Fernández Caballero. Teatro Arriaga. Bilbao.
- Luisa Fernanda, de Federico Moreno Torroba. Teatro Mayor Julio Mario Santo Domingo de Bogotá.
- Il mondo della luna, de Joseph Haydn. Ópera de Montecarlo.
- El Juez (Los niños Perdidos), de Christian Kolonovits. Nueva producción del Teatro Arriaga de Bilbao. Posteriormente en Tyroler Festpiele ERL
- La corte de Faraón, de Vicente Lleó. Teatros del Canal. Madrid.
- I Puritani, de Bellini. Nueva producción del Teatro Municipal de Santiago de Chile.
- Carmen, de Bizet. Teatro de la Ópera de Roma.

### Temporada 2014-2015
- Le Nozze di Figaro, de Mozart – Teatro Real de Madrid.
- L´Equivoco Stravagante, de Rossini. Teatro Arriaga de Bilbao. Estrenada anteriormente en el Rossini Opera Féstival en 2002 y 2008.
- El Rey que rabió, de Ruperto Chapí. Teatre Principal de Valencia.
- La Celia, cabaret musical sobre Celia Gámez. Nueva producción del Teatro Maipo de Buenos Aires.
- Luisa Fernanda, de Federico Moreno Torroba. Palau de Les Arts Reina Sofía de Valencia.
- Doña Francisquita, de Amadeo Vives.  Theatre du Capitole de Toulouse.
- Lady be good, Musical de Gershwin 90 años después de su estreno en Estados Unidos, junto a la zarzuela arrevistada Luna de miel en El Cairo del maestro Francisco Alonso. Nueva producción del Teatro de la Zarzuela de Madrid.
- Il barbiere di Siviglia, de Rossini. Ópera de Los Ángeles.
- El dúo de La africana, de Fernández Caballero. Teatro Campoamor de Oviedo.
- Tancredi, de Rossini. Nueva producción de la Ópera de Lausanne, la Ópera de Montecarlo y el Teatro Municipal de Santiago de Chile.
- Katiuska, de Pablo Sorozábal. Teatro Campoamor de Oviedo.
- La viuda alegre, de Franz Lehár. Musical. Nueva producción del Teatro Arriaga de Bilbao.
- [L´Isola Disabitata http://www.teatroscanal.com/espectaculo/lisola-disabitata-opera/] (enlace roto disponible en Internet Archive; véase el  historial], la  primera versión] y la  última])., de Manuel García, basada en el libreto de Pietro Metastasio. Teatros del Canal. Madrid.
- Il Turco in Italia de Rossini. Nueva producción del Teatro Municipal de Santiago de Chile, el  Theatre du Capitole de Toulouse y la Ópera de Oviedo.

### Temporada 2015-2016
- Nabucco, de Verdi. Teatro de la Ópera de Oviedo en coproducción con el Teatro Jovellanos de Gijón, la opera de Saint Gallen, el Auditorio Baluarte de Pamplona y el Teatro Principal de Palma de Mallorca, estrenada en todos ellos.
- La Celia Cabaret. Teatros del Canal. Madrid.
- Katiuska, de Sorozabal. Palau de les Arts Reina Sofía. Valencia.
- La del manojo de rosas, de Sorozábal. Teatro Mayor Julio Santo Domingo. Bogotá.
- La corte de Faraón, de Vicente Lleó. Teatro Arriaga. Bilbao.
- La viuda alegre, de Franz Lehár. Musical. Teatros del Canal. Madrid.
- Les mamelles de Tiresias, de Poulenc. Ópera de Lausanne.
- La bohème, de Puccini. Ópera de Oviedo.
- El rey que rabió, de Ruperto Chapí. Teatro Campoamor de Oviedo.
- Don Giovanni, de Mozart. Nueva producción del Teatro Colón de Buenos Aires.
- Il barbiere di Siviglia, de Rossini. Abao. Palacio Euskalduna. Bilbao.
- Don Carlo, de Verdi. Opera de San Francisco.
- Linda di Chamounix, de Donizetti. Teatro de la Ópera de Roma.
- I Puritani, de Bellini. Teatro Real. Madrid.
- Tancredi, de Rossini. Teatro Municipal de Santiago De Chile.

### Temporada 2016-2017
- Il Turco in Italia de Rossini.  Theatre du Capitole de Toulouse.
- Lucía de Lammermoor, de Donizetti. New Israel Opera. Tel-Aviv.
- Tancredi, de Rossini. Ópera de Philadelphia y Palau de les Arts Reina Sofía de Valencia.
- Nabucco, de Verdi. Ópera de Saint Gallen.
- Lucrezia Borgia, Nueva producción del Palau de les Arts Reina Sofía de Valencia.
- El Gato con Botas, de Xavier Montsalvatge. Teatro Real de Madrid.
- Don Gil de Alcalá, de Manuel Penella. Nueva Producción del Teatro Campoamor de Oviedo.
- I Puritani, de Bellini. Festival Internacional de Ópera de Savonlinna.

### Temporada 2017-2018
- Il viaggio a Reims, de Rossini. Gran Teatro del Liceo de Barcelona.
- El cantor de México, opereta grand-espectácle de Francis López. Teatro de la Zarzuela, Madrid y Teatro Campoamor de Oviedo. Esta temporada también repone la versión francesa del Teatro del Châtelet.
- Carmen, de Bizet. Nueva producción del Jiangsu Centre for the Performing Arts de Nanjing (China).

Otros lugares donde ha dirigido sus montajes son que no han sido mencionados son: Teatro Comunale de Bolonia, La Fenice de Venecia, Teatro alla Scala de Milán, Teatro Odeón, Opera de Dusseldorf, Houston Grand Opera, Teatro Avenida de Buenos Aires, Teatro de la VolksOper y Teatro An der Wien en Viena, Opera de Manaus, Opera de Ginebra, Opera de Estrasburgo, Opera de Burdeos, Opera de Niza, Teatro Nissei, Teatro Bunka Kaikan y New National Theatre de Tokio, Teatro Marynski de San Petersburgo, Arts Festival de Osaka, Festival de Opera de Hong Kong, Festival de Ópera de Ravenna, Teatro de la Maestranza de Sevilla, etc.